# Alpignano
Alpignano (piemontesisch Alpignan) ist eine Gemeinde  in der italienischen Metropolitanstadt Turin (TO) der Region Piemont.

## Lage und Einwohner
Der Ort liegt auf einer Höhe von 330 m über dem Meeresspiegel. Das Gemeindegebiet umfasst eine Fläche von 11,95 km² und hat 16.587 Einwohner (Stand 31. Dezember 2023).
Die Nachbargemeinden sind Val della Torre, San Gillio, Pianezza, Caselette und Rivoli.

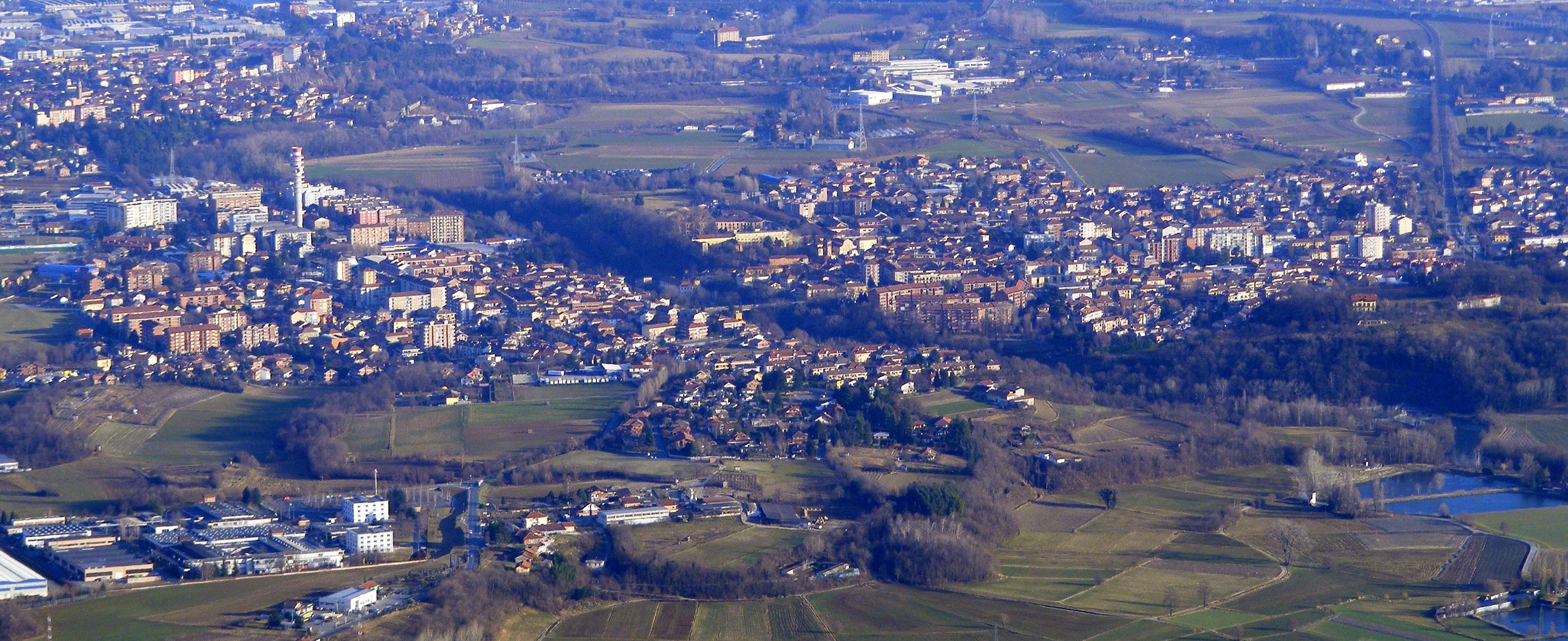
Panorama

## Städtepartnerschaften
Partnerstadt von Alpignano ist:

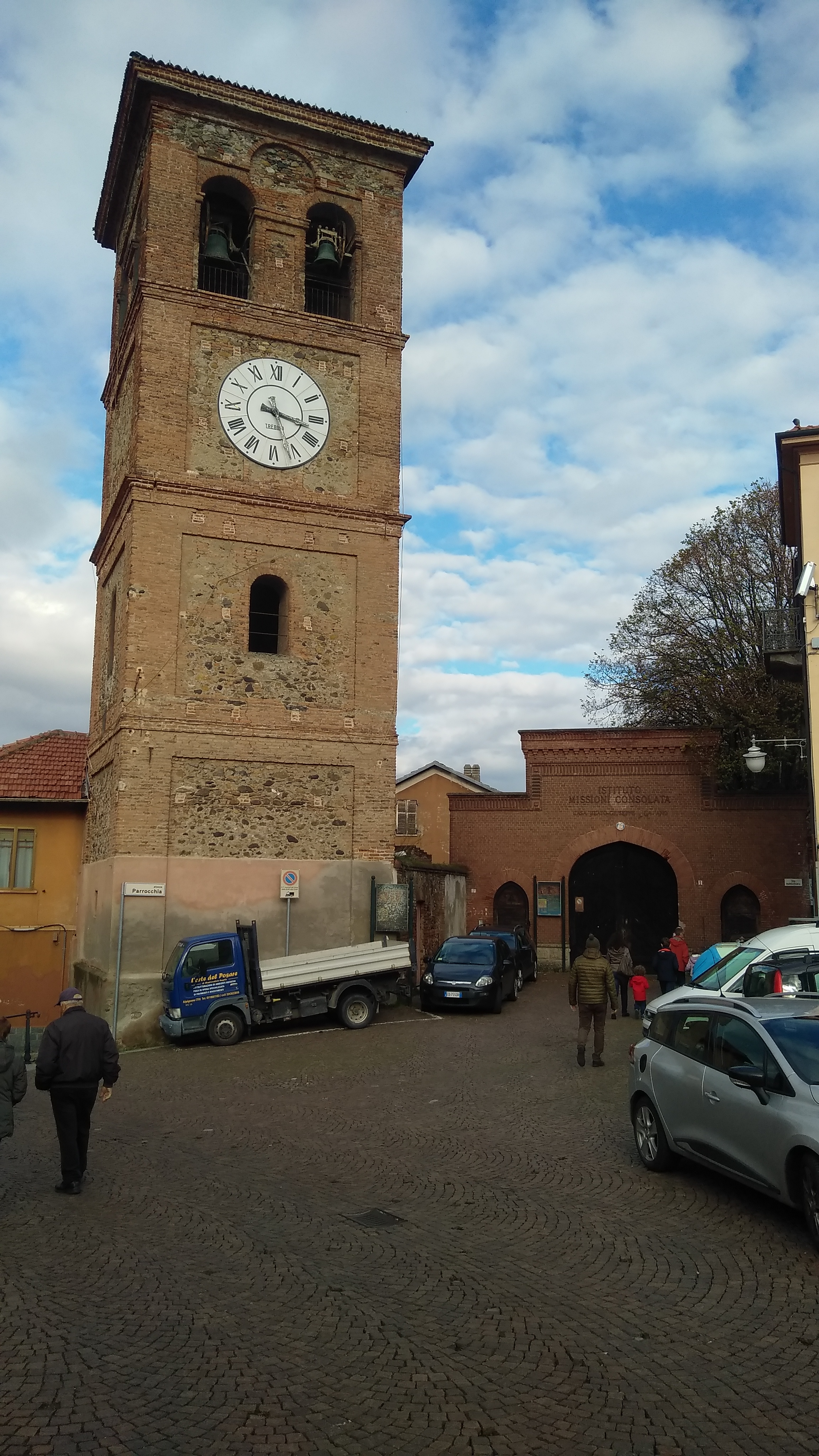
Der Glockenturm der Pfarrkirche

- Fontaine im französischen Département Isère.[2]

Eine Freundschaftsbeziehung hat Alpignano mit:
- Białogard
- Gourcy
- Montana
- Schmalkalden